# Brock O'Hurn
Brock O'Hurn, nome d'arte di Brock Vincent Phill Hurn (Sacramento, 19 agosto 1991), è un modello, attore e personal trainer statunitense.

## Biografia
Secondogenito della domestica Paige Hillenbrand e Adam Hurn, i quali si separarono quando lui aveva nove anni, ha quattro fratelli: Aspyn, Carly, Dagan e Drake. Ha origini inglesi, irlandesi, francesi e tedesche. Ha frequentato nove diverse scuole in tutta la California, cosa che non ha fatto bene alla sua istruzione. Durante il suo secondo anno di liceo entra in contatto col bodybuilding perché insoddisfatto del proprio corpo, arrivando a pesare 135 kg in quel periodo.
Dopo la laurea, O'Hurn ha lavorato brevemente con la società di suo zio che si occupava di installazione dei sistemi di riscaldamento e raffreddamento prima di trovare lavoro da Abercrombie & Fitch e True Religion.

## Carriera
O'Hurn ha guadagnato fama internazionale attraverso il suo account Instagram dove si è fatto notare per l'altezza (2,01m) e il fisico, oltre che diventare popolare per essersi legato i capelli in uno chignon tra il pubblico maschile. Ha ammesso di essere rimasto confuso dall'improvvisa fama, dicendo: "Ho pensato: 'È uno scherzo? Devo solo continuare a sollevare persone? Questa è la mia vita?'". Al cinema ha esordito nel 2016 con Boo! A Madea Halloween di Tyler Perry, nel ruolo di Horse, ripreso nel sequel Boo 2! A Madea Halloween (2017). Nello stesso periodo recita anche in Too Close to Home, nel ruolo di Brody Allen.

## Filmografia

### Cinema
- Boo! A Madea Halloween, regia di Tyler Perry (2016)
- Boo 2! A Madea Halloween, regia di Tyler Perry (2017)

### Televisione
- Too Close to Home - serie TV (2016-2017)[3]
- Rayden Valkyrie - film (2018)[4]
- Euphoria - serie TV, episodio 1x03 (2019)